# Libânio Ribeiro da Silva
Libânio Ribeiro da Silva ComNSC (Lisboa, Conceição Nova, 27 de Janeiro de 1824 – 7 de Novembro de 1895), 1.º Visconde de Ribeiro da Silva e 1.º Conde de Ribeiro da Silva, foi um empresário português.

## Biografia
Mais novo dos 9 filhos e filhas de Manuel Ribeiro da Silva (Estarreja, Fermelã, 20 de Setembro de 1767 - Lisboa, Santa Justa, 03 de Setembro de 1850) e de sua mulher (Lisboa, 30 de Novembro de 1798) Jacinta de Jesus Castagnola (Lisboa, Encarnação, Loreto, 15 de Abril de 1780 - Lisboa, 18 de Julho de 1856), Italiana.
Foi Administrador da Casa da Rainha D. Maria Pia de Saboia, Sócio de várias Companhias e Empresas Industriais, Presidente da Direção do Banco de Portugal de 1883 a 1886 e da Assembleia-Geral da Companhia das Águas de Lisboa, etc.
Era Fidalgo Cavaleiro da Casa Real, Oficial-Mor Honorário da Casa Real, 1.316.º Comendador da Ordem de Nossa Senhora da Conceição de Vila Viçosa a 3 de Setembro de 1874 e da Ordem de Carlos III de Espanha.
O título de 1.º Visconde de Ribeiro da Silva foi-lhe concedido por Decreto de D. Luís I de Portugal de 26 de Novembro de 1873, que o elevou à Grandeza como 1.º Conde de Ribeiro da Silva por Decreto de 25 de Junho de 1887. Armas: escudo esquartelado, o 1.º e o 4.º de ouro, um leão rompante de vermelho, armado e lampassado de azul (da Silva diferenciado), o 2.º e o 3.º de prata, quatro palas de azul (2.º e 3.º quartéis de Ribeiro diferenciado); Coroa: de Conde, por Concessão de Mercê Nova por Carta e Alvará de 25 de Junho de 1887.
Casou primeira vez em Lisboa, São Paulo, a 30 de Outubro de 1860 com sua sobrinha paterna Henriqueta Augusta Ribeiro da Silva, filha de seu irmão primogénito (?) José Ribeiro da Silva (Lisboa, São Paulo, 25 de Agosto de 1799 - Lisboa, Lumiar, 18 de Agosto de 1895) e de sua mulher Henriqueta Augusta Alves (Lisboa, São Julião, 2 de Fevereiro de 1821 - 19 de Março de 1905), com geração.